# Overjord
Overjord, dyrkningslaget eller madjord er det øverste lag af jorden, som består af råjord blandet med organisk stof. Det afhænger af råjordens sammensætning, hvilken type overjord, man vil få. Et ringe indhold af kalk og gødningsstoffer i råjorden vil give en sur, trævlet og tydeligt lagdelt overjord, som kaldes morr. Derimod vil en råjord med god gødningskraft og et overskud af kalk fremkalde en neutral eller let basisk, meget grundigt blandet overjord af den type, der kaldes muld. Forskellen på de to er – stort set – regnorme.
Overjordens kvalitet kan beskrives ved, at man gennemfører en jordbundsanalyse. Den vil oplyse om indholdet af de tilgængelige mængder af makronæringsstoffer, mikronæringsstoffer, reaktionstal (pH) og kalktrang. Analysen kan eventuelt suppleres med en tekstur-analyse, som viser den procentvise fordeling af de enkelte kornstørrelser i jordbunden.
En mere enkel måde at bedømme en jord på findes i en undersøgelse af de stedlige indikatorplanter.
Overjorden kan forbedres ved følgende indgreb:
1. dræning
2. kalkning
3. grundgødskning
4. tilførsel af organisk stof
5. dyrkning af mulddanner-planter